# Xylokastro
Xylokastro (in greco Ξυλόκαστρο?) è un ex comune della Grecia nella periferia del Peloponneso di 15273 abitanti secondo i dati del censimento 2001.
È stato soppresso a seguito della riforma amministrativa detta Programma Callicrate in vigore dal gennaio 2011 ed è ora compreso nel comune di Xylokastro-Evrostini.

## Località
Xylokastro è diviso nelle seguenti comunità (i nomi dei paesi e popolazione al 2001 tra parentesi):
- Ano Trikala (184, Ano Trikala, Zireia)
- Dendro (94)
- Geliniatika (524, Geliniatika, Spartinaaika)
- Kamari (1190, Kamari, Kariotika)
- Karya (628, Karya, Kariotika)
- Kato Loutro' (519, Kato Loutro', Ano Loutro')
- Kato Synoikia Trikalon (329)
- Korfiotissa (153)
- Lagkadaiika (70, Lagkadaiika, Amfithea)
- Mesi Synoikia Trikalon (214)
- Manna (589)
- Melissi (956)
- Nees Vrysoules (122)
- Panariti (472)
- Pellini (104)
- Pitsa' (739, Ano Pitsa', Kato Pitsa')
- Rethi (308)
- Riza (571, Riza, Valtos, Georgantaiika, Sigeritsa, Chartsianika)
- Sofiana (87)
- Stylia (196)
- Sykia (601)
- Thalero (268)
- Throfari (135)
- Xanthochori (200)
- Xylokastro (5618, Xylokastro, Mertikaiika)
- Zemeno (402)

## Amministrazione

### Gemellaggi
- Fürth